# Robert C. O’Brien (Schriftsteller)
Robert C. O’Brien, eigentlich Robert Leslie Conly (* 11. Januar 1918 in New York; † 5. März 1973 in Washington, D.C.), war ein US-amerikanischer Schriftsteller und Journalist. Er schrieb für die Zeitschrift National Geographic.

## Leben
Er war das dritte von fünf Kindern einer Familie irischer Abstammung. Er interessierte sich sowohl für Musik als auch für Literatur, studierte einige Zeit Musik an der Juilliard School, bevor er einen Abschluss in englischer Literatur an der University of Rochester erwarb. Danach wandte er sich dem Journalismus und der Schriftstellerei zu. 1943 heiratete er Sarah McCaslin, mit der er bis zu seinem Lebensende zusammenlebte.
Das erfolgreichste seiner Bücher, Mrs. Frisby and the Rats of NIMH, bildete die Grundlage zu dem Zeichentrickfilm Mrs. Brisby und das Geheimnis von NIMH (The Secret of NIMH) und wurde auf Deutsch u. a. auch in der ZEIT-Edition Fantastische Geschichten für junge Leser veröffentlicht. Seine Tochter Jane Leslie Conly hat es um zwei Folgebücher, Racso and the Rats of NIMH (1986) und R.T., Margaret, and the Rats of NIMH (1990), ergänzt.
Der gleichnamige Film wie das Buch Z for Zachariah lehnt sich weitläufig an die geschriebene Geschichte an.

## Auszeichnungen
- 1972 – Newbery Medal für Mrs. Frisby and the Rats of NIMH
- 1978 – in der Auswahlliste zum Deutschen Jugendliteraturpreis:  Z wie Zacharias

## Werke
- The Silver Crown. Littlehampton Book Services Ltd, 1968, ISBN 978-0-575-01608-8.
  - Deutsch: Das Geheimnis der silbernen Krone. Jungbrunnen Verlag Wien, 1984, ISBN 3-7026-5557-3.
- Mrs. Frisby and the Rats of NIMH. Atheneum, 1971, ISBN 978-0-689-20651-1.
  - Deutsch: Frau Frisby und die Ratten von NIMH. Carlsen Verlag, 2008, ISBN 978-3-938899-45-8.
- A Report from Group 17. MacMillen Pub. Co., 1972, ISBN 978-0-689-10445-9.
- Z for Zachariah. Littlehampton Book Services Ltd, 1974, ISBN 978-0-575-01890-7.
  - Deutsch: Z wie Zacharias. Benziger Verlag Zürich, 1977; 12. Auflage  München 1993, ISBN 3-423-07819-7.